# Список персонажей телесериала «Супергёрл»
Супергёрл (англ. Supergirl) — американский телесериал, созданный Грегом Берланти, Эли Адлер и Эндрю Крайсбергом и основанный на приключениях персонажей комиксов Джерри Сигела и Джо Шустера о Супермене, в частности на истории Супергёрл, персонажа, созданного Элом Пластино и Отто Биндером. Основной актёрский состав включает в себя Мелиссу Бенойст в роли Кары Зор-Эл/Кары Денверс/Супергёрл, а также Мехкада Брукса, Кайлер Ли, Джереми Джордана, Дэвида Хэрвуда и Калисту Флокхарт (во втором сезоне к ним также присоединились Флориана Лима, Крис Вуд и Кэти Макграт, а в третьем — Одетт Эннэбл). Кроме того, в дополнение к основным персонажам, в «Супергёрл» можно увидеть и других персонажей из вселенной DC Comics. Первый сезон стартовал 26 сентября 2015 года на канале CBS, со второго сезона, премьера которого состоялась 10 октября 2016 года, сериал транслируется на канале The CW.
Сюжет вращается в основном вокруг Кары Зор-Эл (Бенойст), одной из немногих выживших с планеты Криптон и единственной кузины Супермена, которая открывает в себе те же способности и становится супергероиней Нэйшнл-сити под именем Супергёрл. От серии к серии она борется с различными инопланетными и сверхъестественными угрозами, тайными лидерами, а также некоторыми врагами её кузена. Кроме того, Кара регулярно встречается с непониманием обычных людей и их страхом перед теми. кто обладает сверхсилами, в результате чего у неё возникали конфликты с Максвеллом Лордом (Питер Фачинелли), генералом Сэмом Лейном (Гленн Моршауэр) и участниками Проекта Кадмус. В супергеройской деятельности девушке помогают некоторые друзья и члены семьи, которые в курсе её тайны личности (прежде всего это давний друг Супермена Джеймс Олсен (Брукс) и последний выживший зелёный марсианин Дж’онн Дж’онзз (Хэрвуд)).

## Актёры и персонажи
| Основные персонажи                                |                  |              |              |              |
| Кара Зор-Эл / Кара Денверс / Супергёрл / Овергёрл | Мелисса Бенойст  | Постоянно    | Постоянно    | Постоянно    |
| Джеймс Олсен                                      | Мехкад Брукс     | Постоянно    | Постоянно    | Постоянно    |
| Алекс Дэнверс                                     | Кайлер Ли        | Постоянно    | Постоянно    | Постоянно    |
| Уинн Шот                                          | Джереми Джордан  | Постоянно    | Постоянно    | Постоянно    |
| Дж’онн Дж’онзз                                    | Дэвид Хэрвуд     | Постоянно    | Постоянно    | Постоянно    |
| Кэт Грант                                         | Калиста Флокхарт | Постоянно    | Периодически | Периодически |
| Мон-Эл / Майк Мэтьюз                              | Крис Вуд         |              | Постоянно    | Постоянно    |
| Мэгги Сойер                                       | Флориана Лима    |              | Постоянно    | Периодически |
| Лена Лютор                                        | Кэти Макграт     |              | Периодически | Постоянно    |
| Рейн                                              | Одетт Эннэбл     |              |              | Постоянно    |
| Повторяющиеся персонажи                           |                  |              |              |              |
| Алура Зор-Эл / Астра Ин-Зе                        | Лаура Бенанти    | Периодически | Гость        |              |
| Алура Зор-Эл / Астра Ин-Зе                        | Эрика Дюранс     |              |              | Периодически |
| Элиза Денверс                                     | Хелен Слейтер    | Периодически | Гость        |              |
| Джеремайя Денверс                                 | Дин Кэйн         | Периодически | Гость        |              |
| Агент Васкес                                      | Бриана Венскус   | Периодически | Гость        |              |
| Зор-Эл                                            | Роберт Гант      | Периодически | Гость        |              |
| Нон                                               | Крис Вэнс        | Периодически |              |              |
| Максвелл Лорд                                     | Питер Фачинелли  | Периодически |              |              |
| Люси Лейн                                         | Дженна Дуан      | Периодически |              |              |
| Генерал Сэм Лейн                                  | Гленн Моршауэр   | Периодически |              |              |
| Шиван Смайт / Серебряная банши                    | Италия Риччи     | Периодически |              |              |
| Кал-Эл / Кларк Кент / Супермен                    | Тайлер Хеклин    |              | Периодически |              |
| Лилиан Лютор                                      | Бренда Стронг    |              | Периодически |              |
| Ева Тешмахер                                      | Андреа Брукс     |              | Периодически |              |
| Снэппер Карр                                      | Иэн Гомес        |              | Периодически |              |
| М'ганн М'орзз / Мисс Марсианка                    | Шарон Лил        |              | Периодически |              |
| Лайра Стрейд                                      | Тамзин Мерчант   |              | Периодически |              |
| Рея                                               | Тери Хэтчер      |              | Периодически |              |

## Основной состав
| Персонаж | Актер/Актриса    | В каких сезонах появляется | В каких сезонах появляется | В каких сезонах появляется |
| Персонаж | Актер/Актриса    | Основной                   | Повторяющийся              | Приглашенный               |
| --- | ---------------- | -------------------------- | -------------------------- | -------------------------- |
| |                  |                            |                            |                            |
| Кара Зор-Эл / Кара Денверс / Супергёрл / Овергёрл | Мелисса Бенойст  | 1-наст.в.                  | -                          | -                          |
| Кара Дэнверс / Супергёрл, она же Кара Зор-Эл — девушка с погибшей планеты Криптон, кузина супергероя Супермена, которая открыла в себе те же способности, что и у него, и стала защитницей города Нэйшнл-сити. На роль также рассматривались Клэр Холт и Джемма Аткинсон. Бенойст была очень взволнована возможностью «[рассказать] историю о людях, по-настоящему реализующими свой потенциал и свои способности». В первом сезоне Каре 24 года, она живёт в Нейшнл-сити и работает помощницей Кэт Грант, основательницы и владелицы медиа-холдинга CatCo. Она скрывает свои возможности и происхождение. Тем не менее, когда самолёт, на котором летела её сводная сестра Алекс (родная дочь Дэнверсов, семьи, которая воспитала Кару), начинает терпеть крушение над городом, девушка вынуждена использовать сверхсилы, чтобы спасти его. В результате она становится известна как Супергёрл и привлекает внимание Департамента Вненормальных Операций (ДВО, англ. Department of Extranormal Operations, DEO), в котором, по стечению обстоятельств, работает Алекс. Постепенно раскрывается правда о том, что отец Кары и Алекс также работал на ДВО и погиб на задании. Защищая город от различных угроз, Кара также сталкивается с людьми вроде Максвелла Лорда и генерала Сэма Лэйна, которые видят в ней практически такую же угрозу миру, как и в злодеях, с которыми она борется. Кроме того, Кара пытается построить отношения с Джеймсом Олсеном, старым другом её кузена. Во 2 сезоне, она решает остаться с Джеймсом просто друзьями и выбрать не отношения, а супергеройство. Она начинает обучать прибывшего с планеты Даксам (находится в той же солнечной системе, что и Криптон когда-то) Мон-Эла, всему, чему сама научилась на Земле. Постепенно их отношения перерастают в романтические. В середине сезона они расстаются, так как на Земле появляются родители Мон-Эла и Кара узнаёт, что Мон-Эл является принцем Даксама и он лгал всё время о том, кем является. Тем не менее, Музыкальный мастер, отправив её в сон-мюзикл, показывает ей, что она любит Мон-Эла несмотря ни на что и они вновь становятся парой. Однако родители Мон-Эла, которых не устраивало то, что их сын строит отношения с криптонкой (Криптон и Даксам враждовали на почве образа жизни), и всячески пытались этому воспрепятствовать. В результате, когда Рея, мать Мон-Эла, решила захватить Землю и превратить её в новый дом для своего народа, Супергёрл пришлось вступить с ней в противостояние и распылить в атмосфере свинец (крайне токсичный для даксамитов), в чём ей помогли Лилиан Лютор и участники Проекта Кадмус, являющиеся сторонниками ксенофобии. так как Мон-Эл тоже с Даксама, Каре пришлось поместить его в капсулу и отправить в космос. Во многих сериях имеются флэшбеки, в которых фигурирует маленькая Кара (в исполнении Малины Вайсман). Показано, что она была отправлена своими родителями, Алурой и Зор-Элом, вслед за кузеном, но из-за взрыва планеты капсула сбилась с пути и попала в Фантомную зону. Когда Кара всё же попала на Землю, кузен уже вырос, а она не постарела ни на день. К тому же она привела с собой из Фантомной зоны космическую тюрьму с межгалактическими преступниками, с которыми ей и пришлось бороться, когда она стала Супергёрл. Также показано что в детстве она не особо скрывала свои способности, а из-за отсутствия опыта общения с детьми землян, многие считали её странной Персонаж основан на одноимённом персонаже комиксов. - Первое появление: «Пилотная серия» |                  |                            |                            |                            |
| |                  |                            |                            |                            |
| Джеймс Олсен / Страж | Мехкад Брукс     | 1-наст.вр.                 | -                          | -                          |
| Джеймс «Джимми» Олсен / Страж — бывший фотограф Daily Planet, который переехал в Нейшнл-сити, чтобы возглавить художественный отдел в медиа-холдинге своей бывшей коллеги, Кэт Грант. Потенциальный любовный интерес Кары. В первом сезоне Джеймс возглавляет художественный отдел в CatCo и пытается справиться с личными проблемами. Незадолго до событий сериала он разорвал отношения со своей невестой, Люси Лейн (потом они на некоторое время сошлись, но позднее опять расстались). Также одной из причин его переезда стало поручение Супермена присматривать за Карой. Является лауреатом Пулитцеровской премии за первую фотографию Супермена. Некоторое время встречался с Карой, однако в конце концов они расстались Во втором сезоне, благодаря содействию Уинна, стал известен как супергерой Страж. В серии «Изменение» Уинн разработал специальный свинцовый костюм, который Олсен использовал, чтобы спасти Кару и Дж’она от злодея Паразита. Он назвал себя Стражем и начал бороться с мелкими преступниками. Преступника по прозвищу Барьер, надевший похожий костюм и убивавшего других преступников, некоторое время принимали за Стража, поэтому Джеймсу Олсену грозил арест. однако позже он нашёл барьера и доказал свою непричастность к убийствам. Персонаж основан на Джимми Олсене, фотографе Daily Planet и лучшем друге Супермена. Страж — псевдоним, под которым в комиксах стал известен Джеймс Джейкоб «Джим» Харпер, который также появляется в сериале - Первое появление: «Пилотная серия» |                  |                            |                            |                            |
| |                  |                            |                            |                            |
| Алекс Дэнверс | Кайлер Ли        | 1-наст.вр.                 | -                          | -                          |
| Александра «Алекс» Дэнверс — родная дочь четы Дэнверсов. сводная сестра Кары. В прошлом тусовщица и алкоголик, ныне специалист по биохимии, работающий на ДВО. Когда-то Хэнк Хеншоу арестовал её за вождение в нетрезвом виде, но, увидев в ней потенциал, не стал привлекать девушку за это, а решил завербовать её в ДВО. Алекс обучена различным видам боевых искусств, поэтому когда Кара стала Супергёрл, она начала обучать сестру рукопашному бою, чтобы та меньше полагалась на свои суперсилы. Первоначально, когда раскрывается правда о том, что её отец также работал на ДВО и погиб при подозрительных обстоятельствах, она не слишком доверяет Хеншоу, но впоследствии узнаёт, что её босс на самом деле последний оставшийся в живых зелёный марсианин по имени Дж’онн Дж’онзз и к смерти Дэнверса-старшего имеет лишь косвенное отношение. В серии «Падение» Дж’онн раскрывает себя миру, и Алекс берут под стражу, чтобы выведать у неё то, что она знает о нём. Вскоре оба совершают побег, так как Алекс узнала, что её отец жив и является участником Проекта Кадмус. В эпизоде «Ангелы получше» она и Дж’онн получают амнистию от самого президента и возвращаются в ДВО. Во 2 сезоне Алекс знакомиться с детективом научного отдела полиции Мэгги Сойер. Они работают вместе над несколькими делами, вместе играют в бильярд, разговаривают по душам. Мегги рассказывает Алекс, что она лесбиянка, и что любит встречаться с инопланетянами больше, чем с людьми. И постепенно, Алекс осознает что и она такая же. Алекс влюбляется в Мэгги, Ей трудно это принять, но она все же раскрывает себя, и осознает, что счастлива. Первоначально, Мэгги не овтвечала ей взаимностью, что очень расстраивало Алекс. Они отдаляются. Но после того, как Мэгги чуть не погибла, она признается Алекс, что она ей нравится и они целуются. И у них начинаются отношения. В третьем сезоне, Алекс осознаёт, что хочет детей, тогда как Мэгги — категорически против. Это, в конце концов, приводит к разрыву отношений. Во флэшбеках можно увидеть маленькую Алекс, роль которой сыграла Джордан Мазарати - Первое появление: «Пилотная серия» |                  |                            |                            |                            |
| |                  |                            |                            |                            |
| Уинслоу «Уинн» Шот-младший | Джереми Джордан  | 1-наст.вр.                 | -                          | -                          |
| Уинн Шот — технический специалист в СatCo и один из соратников Кары в борьбе с преступностью. В первом сезоне Уинн работает в CatCo. Он фактически стал первым, кому Кара рассказала о своих возможностях (не считая её сестру Алекс и Джими Олсена. которые уже знали об этом). Именно он разработал дизайн костюма Супергёрл и периодически вносил в него изменения. Также показано, что он без памяти влюблён в девушку и периодически конкурирует с Джимми Олсеном за её внимание. В серии «Младенческие штучки» выясняется, что Уинн является сыном Уинна Шота-старшего, который известен миру как Игрушечник. Во втором сезоне Уинн уволился из CatCo, чтобы работать на ДВО. В серии «Изменения» он разработал специальный свинцовый костюм, который позволил Джеймсу Олсену стать Стражем. Джеймс в шутку называет его «человек в фургоне», поскольку Уинн, пока Страж расправляется с преступниками, как правило где-то недалеко сидит в фургоне и отслеживает для него криминальную активность. Позднее нашёл себе девушку — инопланетянку по имени Лайра. По сюжету Уинн является сыном злодея Игрушечника и носит то же имя, что его отец. - Первое появление: «Пилотная серия» |                  |                            |                            |                            |
| |                  |                            |                            |                            |
| Дж’онн Дж’онзз / Марсианский охотник | Дэвид Хэрвуд     | 1-наст.вр.                 | -                          | -                          |
| Дж’онн Дж’онзз, также известный как Марсианский охотник — последний выживший представитель зелёных марсиан, который, используя свою способность к смене облика, некоторое время выдавал себя за Хэнка Хеншоу. Эволюция персонажа Хэрвуда была обговорена ещё при съёмках пилотного эпизода: исполнительные продюсеры шутили, что актёр отлично подойдёт на роль Марсианского охотника в потенциальном сериале, после чего представитель DC Comics Джефф Джонс предложил сделать Хеншоу Марсианским охотником уже в «Супергёрл». Как признался Хэрвуд, было трудно «найти нужную точку опоры, чтобы сыграть Хэнка Хеншоу» и изменение предыстории застало его врасплох. В первом сезоне Дж’онн является главой ДВО, выдавая себя за Хеншоу. Постепенно некоторые другие персонажи (например, Алекс) замечают признак того, что он не является человеком — у него периодически светятся красным глаза. Как позднее выясняется, Дж’онзз на Земле уже давно, за ним охотились настоящий Хэнк Хеншоу и Джеремайя Денверс с целью убить. Тем не менее, Денверс быстро понял. что гость не является угрозой миру и выступил против Хеншоу и в результате оба погибли, а Дж’онн занял место главы ДВО, чтобы преобразовать организацию, сделать её менее враждебно настроенной к пришельцам. В серии «Человек на день» он раскрывает свой истинный облик Алекс и рассказывает ей всю правду о судьбе её отца. В эпизоде «Падение» он вынужден раскрыть себя всему миру, чтобы остановить Супергёрл, ставшей суперзлодеем под действием красного криптонита. После этого его арестовывают и отправляют в Проект Кадмус. Там он телепатически взаимодействует с разумом полковника Джеймса Харпера и сбегает, предварительно узнав. что Джеремайя Денверс всё ещё жив и находится в Проекте Кадмус. Некоторое время скрывается, но, когда Нейшнл-сити подвергся эффекту Мириады, возвращается и вступает в противостояние с Индиго. Также он в самый критический момент приводит мать Алекс, чтобы та избавилась от контроля Нона. В «Ангелах получше» получает амнистию от самого президента и возвращается в ДВО. Во втором сезоне Дж’онн вновь возглавляет ДВО и помогает Супергёрл и Супермену бороться с новыми угрозами. В серии «Добро пожаловать на Землю» он встречает ещё одного марсианина — М’ганн М’орзз — и очень рад этому обстоятельству. Однако после сражения с Паразитом ему переливают её кровь и Марсианский охотник начинает видеть галлюцинации, из которых следует, что М’ганн является представителем не зелёных марсиан, а враждебных им белых. В результате Дж’онн вынужден запереть девушку в тюрьму ДВО. Тем временем сам Марсианский охотник начинает мутировать, постепенно превращаясь в монструозного гибрида белых и зелёных марсиан, но потом его коллеги по ДВО находят способ его вылечить. Он отпускает М’ганн, которая возвращается на Марс. В финале сезона Дж’онн оказывается без сознания из-за действий Реи, королевы даксама, и мысленно зовёт её. В результате она приходит на помощь в решающей битве с даксамитами, после чего Дж’онн целует её. В третьем сезоне, Дж’онн узнаёт, что его отец всё ещё жив, и забирает его на Землю. - Первое появление: «Пилотная серия» (как Хэнк Хеншоу), «Человек на день» (как Дж’онн Дж’оннз) |                  |                            |                            |                            |
| |                  |                            |                            |                            |
| Кэт Грант | Калиста Флокхарт | 1                          | 2-наст.вр.                 | -                          |
| Кэт Грант — основательница и глава медиа-холдинга CatCo Worldwide Media (чаще именуемого просто CatCo). В первом сезоне является постоянным персонажем, однако со вторым сезоном, когда сериал сменил сеть и начал сниматься в Ванкувере, стал повторяющимся. Причиной является то, что Флокхарт не имеет возможности участвовать в съёмках, происходящих вне Лос-Анджелеса или его окрестностей (где она проживает и где снимался первый сезон). В первом сезоне Кэт Грант возглавляет CatCo и считает, что если она назвала новую супергероиню (то есть Кару) «Супергёрл», то имеет эксклюзивное право о ней писать. Когда-то она была помощницей Перри Уайта, а затем репортёром светской хроники в Daily Planet. В серии «Сражайся или лети» Кэт выясняет, что Супергёрл является кузиной Супермена, что делает супергероиню мишенью для некоторых врагов Человека из стали. Также она выступает для Кары в качестве наставницы, обучая её тому, какой должна быть женщина в мире мужчин. В эпизоде «Захват врага» начинает подозревать, что Кара — это Супергёрл. Во втором сезоне Кэт передаёт своё место главы Джеймсу Олсену и уезжает из города. В конце сезона, когда на землю напали даксамиты. она вновь оказывается в Нейшнл-сити. Кэт выходит в эфир из своего старого офиса, чтобы призвать жителей города не терять надежды. Сразу понимает, что Джеймс олсен является Стражем. В третьем сезоне, становится пресс-секретарём президента Марсден. По словам создателей Калиста Флокхарт также будет периодически сниматься в роли Кэт Грант в третьем сезоне. - Первое появление: «Пилотная серия» |                  |                            |                            |                            |
| |                  |                            |                            |                            |
| Мон-Эл / Майк Мэтьюз | Крис Вуд         | 2-наст.вр.                 | -                          | -                          |
| Мон-Эл / Майк Мэтьюз — пришелец с Даксама, планеты, находящейся в той же системе, в которой когда-то находился Криптон. Обладает сверхсилами, практически идентичными таковым у Супермена и Супергёрл. В конце первого сезона его капсула разбивается на Земле. Влюблён в Кару.. Впервые появляется в конце первого сезона. когда его капсула приземляется на Земле. Мон-Эл родом с планеты Даксам, которая вращается вокруг той же звезды, что и Криптон когда-то. Даксамиты долгое время враждовали с криптонцами, так как являются гедонистами и многие их традиции криптонцы считали варварскими и требовали отменить. Кара учила его всему тому, что знала сама, и даже попыталась устроить его на работу в CatCo Media под именем Майк Мэтьюз, однако Мон-Эл решил быть супергероем. Постепенно отношения переросли в романтические. Мон-Эл скрывал от Кары, что на самом деле он принц Даксама, поэтому когда появились его родители, король Лар Ганд и королева Рея, они сильно поссорились. Позднее они вновь сошлись, из-за чего Мон-"ke пришлось противостоять родителям, которым не нравилось то, что он строит отношения с криптонкой, считая, что она на него дурно влияет. В конце сезона вынужден покинуть Землю, так как для победы над даксамитами землянам пришлось распылить в атмосфере токсичный для этих инопланетян свинец. В космосе его засосало в воронку неизвестного происхождения и дальнейшая его судьба неизвестна. Возвращается в следующем сезоне, где выясняется, что воронка забросила его в далёкое будущее без возможности вернуться. Для него прошло уже семь лет, и он женат на титанианке Имре Ардин. Является основателем Легиона. Вернулся совершенно случайно, когда корабль Легиона забрасывает в прошлое. - Первое появление: «Приключения Супергёрл» |                  |                            |                            |                            |
| |                  |                            |                            |                            |
| Мэгги Сойер | Флориана Лима    | 2                          | 3-наст.вр.                 | -                          |
| Мэгги Сойер — детектив Полицейского управления Нейшнл-сити, которая проявляет излишний интерес к случаям с участием инопланетян и сверхъестественных существ. Влюблена в Алекс Дэнверс. Во втором сезоне она служит в полицейском управлении Нейшнл-сити. Также она является открытой лесбиянкой и часто посещает бар для инопланетных существ, где пытается найти себе пару, так как, по её словам, предпочитает встречаться с инопланетянами. В конце концов встречает и заводит дружеские отношения с Алекс Денверс. В одном из эпизодов Алекс признаётся ей в любви, но Мэгги не отвечает ей взаимностью. Однако после того, как она оказалась на грани гибели, осознаёт свои чувства к Алекс и начинает встречаться с ней. Не всегда согласна с действиями ДВО, из-за чего у неё бывают трения с этой организацией. В третьем сезоне Мэгги будет появляться лишь периодически, поскольку у актрисы был контракт на участие в основном составе только в одном сезоне. - Первое появление: «Добро пожаловать на Землю» |                  |                            |                            |                            |
| |                  |                            |                            |                            |
| Лена Лютор | Кэти МакГрат     | 3-наст.вр.                 | 2                          | -                          |
| - Лена Лютор — младшая сестра Лекса Лютора и действующий генеральный директор L-Corp (ранее известной как Luthor Corp). По её словам, после того, как Лекс был арестован, она приехала в Нейшнл-сити, чтобы реабилитировать компанию в глазах людей. Подруга Кары. Во втором сезоне она возглавляет корпорацию своего брата Лекса. Её основная цель — показать, что не все Люторы являются злом, поэтому избирает для себя мирные пути решения и возглавляет проекты. потенциально способные помочь людям. Это сводит её с Карой, которая иногда берёт у неё интервью, и Супергёрл (для неё это два разных человека), которая иногда обращается к Лене за помощью. Узнаёт, что её мать, Лилиан, возглавляет ксенофобскую организацию Проект Кадмус, что ей категорически не нравится. После того, как Лилиан обращается к ней за последним компонентом токсина, убивающего только пришельцев, кажется, что она изменила своё мнение о матери, хотя на самом деле подложила фальшивку вместо настоящего компонента. Её стремление помочь людям сделало её лёгкой мишенью для Реи, которая дала ей чертежи портала, который якобы должен был облегчить доставку припасов голодающим в других странах, а на самом деле привёл даксамитов на Землю. Долгое время считала себя приёмной дочерью, пока Лилиан не рассказала ей, что Лена является незаконнорожденной дочерью её мужа Лайонела, то есть в ней действительно течёт кровь Люторов. В марте 2017 года стало известно, что Кэти МакГрат повышена до актрисы основного состава. Первое появление: «Приключения Супергёрл» |                  |                            |                            |                            |

## Кроссоверы
- Барри Аллен / Флэш (Грант Гастин) — супергерой из параллельной вселенной, главный герой телесериала «Флэш». Работает судмедэкспертом в Полицейском управлении Централ-сити. Может бегать, думать и реагировать на сверхскоростях. В серии «Лучшие в мирах» он прибывает во вселенную Супергёрл, пробив барьер между мирами при испытании тахионного ускорителя. Помогает Каре бороться с ЛайвВайр и Серебряной банши. После этого возвращается в свой родной мир. но предварительн поделился знаниями о том, как переоборудовать обычные тюрьмы для содержания мета-людей. В серии «Медуза» при помощи Циско обращается к Каре за помощью[28].
- Ева Тешмахер (Андреа Брукс) — новая помощница сначала Кэт Грант, а затем Джеймса Олсена. получила своё имя в честь одного из второстепенных персонажей фильмов о Супермене[16]. Также на краткое время появляется в одном из эпизодов телесериала «Флэш», когда Циско и Цыганка, сражаясь за судьбу Эйч-Ара Уэллса, перемещаются прямо в офис Джимми Олсена.
- Красный Торнадо[англ.] (Иддо Голдберг) — андроид, созданный доктором Т. О. Морроу. Первоначально, видимо, предназначался для других целей, однако затем в его броню были добавлены материалы, препятствующие рентгеновскому зрению криптонцев, а сам андроид перепрограммирован. Вступил в противостояние с Супергёрл и был уничтожен[29][30]. В предстоящем анимационном веб-сериале «Борцы за свободу: Луч», а также в ежегодном кроссовере «Кризис на Земле-X», появится альтернативная версия Красного торнадо, которая является героем и членом супергеройской команды Борцов за свободу.
- Музыкальный мастер (Даррен Крисс)[31] — миролюбивая сущность из другого измерения, обладающая способность гипнотизировать взглядом, создавать иную реальность в снах и использовать способности металюдей, пока они в этой реальности находятся. Загипнотизировал Кару, поместив её в сон-мюзикл, и отправился при помощи устройства перемещения между вселенными на Землю-1. В кроссовере «Дуэт», вышедшем в рамках телесериала «Флэш», появился на Земле-1 где загипнотизировал Барри Аллена, отправив его в тот же сон-мюзикл, что и Кару. По его словам, сделал это, чтобы наладить личную жизнь обоих супергероев.
- Циско Рамон / Вайб (Карлос Вальдес) — супергерой из параллельной вселенной, друг Барри Аллена, один из основных персонажей телесериала «Флэш». Обладает способностью пробивать барьер между мирами, манипулировать звуковыми вибрациями, а также общаться с жителями параллельных вселенных. В серии «Медуза» Барри Аллен использует его способности. чтобы попросить Кару о помощи[32].

## Повторяющиеся персонажи

### Первый сезон
- Адам Фостер (Блейк Дженнер)[33] — старший сын Кэт Грант, которого она когда-то отдала на усыновление, и единоутробный брат Картера. Наряду с Джеймсом и Уинном потенциальный любовный интерес Кары.
- Алура (Лаура Бенанти, Эрика Дюранс) — биологическая мать Кары. сестра-близнец Астры. На основе её воспоминаний был создан криптонский искусственный интеллект, к которому Кара обращается за советом[34]. Позднее выясняется, что она была судьёй на Криптоне и отправила в Фантомную зону почти всех узников Форта Росс, за что те жаждут мести. В третьем сезоне появится более молодая версия Алуры.
- Астра Ин-Зе (Лаура Бенанти) — тётя Кары, сестра-близнец Алуры. Утверждала, что попала в Форт Росс незаслуженно, всего лишь за то, что хотела спасти Криптон и Землю. Несмотря ни на что она любила Кару и потому не позволяла Нону навредить ей. В серии «Для девушки, которая имеет всё» она вступила в бой с Дж’оном Дж’онззом и была убита Алекс. С тех пор Нон ищет мести, считая, что это Кара виновата в смерти Астры. Позднее выясняется, что Нон и Астра осуждены на заключение в Форте Росс за создание Мириады, программы по управлению сознанием, которую можно использовать как для спасения окружающей среды, так и для порабощения людей[35].
- Агент Васкес (Бриана Венскус) — агент ДВО, регулярно предоставляющий Дж’ону, Алекс и Каре информацию об нападениях инопланетян или других инцидентах.
- Джеремайя Денверс (Дин Кэйн)[36] — отец Алекс и приёмный отец Кары. Учёный, который предложил свои услуги ДВО, чтобы защитить Кару. Около десяти лет считался погибшим при таинственных обстоятельствах, а Хэнк Хеншоу являлся главным подозреваемым, так как последним видел его живым. Как выяснилось Джеремайя и настоящий Хеншоу отправились в Южную Америку, чтобы выследить Дж’онна Дж’онзза, последнего зелёного марсианина. Однако Денверс быстро подружился с инопланетным гостем и даже пожал ему руку. Увидев это, Хэнк напал на него и оба убили друг друга в пылу схватки. Перед смертью Джеремайя попросил Дж’онна присмотреть за дочерьми[17]. В серии «Охотник» выясняется, что он на самом деле выжил и в настоящий момент находится в Проекте Кадмус. Кэйн ранее исполнил роль Супермена в телесериале «Лоис и Кларк: Новые приключения Супермена»[36][37][38].
- Индиго[англ.], она же Брейниак 8 (Лора Вандерворт)[39] — живой компьютер, который был отправлен в Форт Росс за то, что восстал против криптонцев. Она ответственна за то, что тюрьма с межгалактическими преступниками оказалась на Земле, так как именно Индиго связала капсулу Кары и тюрьму в единое целое. Презирает Астру. Сражалась с Уинном и Карой и проиграла им. Несмотря на то, что Индиго рассыпалась в пыль, Нон восстановил её с целью выполнять его указания. В финале сезона была уничтожена Дж’онном Джон’ззом. Вандерворт ранее исполнила роль Супергёрл в телесериале «Тайны Смолвиля»[40].
- Лесли Уиллис / ЛайвВайр[англ.] (Брит Морган) — уверенная, колкая и циничная радиоведущая, работающая в CatCo, которая после несчастного случая становится столь же опасная, как и её критика[41][42]. После того, как она в прямом эфире оскорбила Супергёрл, Кэт Грант отправила её в вертолёт вести прогноз погоды. Начинается гроза и пилот не справляется с управлением, а когда Супергёрл появилась, чтобы спасти обоих, как в супергероиню так и в лесли попадает молния, в результате чего Лесли превращается в живое электричество[43]. Взяв себе прозвище ЛайвВайр, она начинает мстить Кэт, но её поймали и заключили в тюрьму в ДВО. В серии «Лучшие в мирах» она сбегает и объединяет силы с Шиван Смайт / Серебряной банши, но их обоих побеждают Супергёрл и прибывший в эту вселенную Флэш Барри Аллен. После этого она помещена в тюрьму, переоборудованную Барри Алленом под содержание мета-людей этого мира. Погибла от рук Рейн защищая Супергерл.
- Люси Лейн[англ.] (Дженна Дуан-Татум) — младшая сестра Лоис Лейн и бывшая невеста Джеймса Олсена[44][45]. В дополнение к своим обязанностям адвоката (либо обвинителя) Военно-юридической службы (в звании майора), Люси — юридический атташе при своём отце, генерале Сэме Лейне, хотя она и оставляет обе должности, чтобы остаться в Нейшнл-сити[46]. Позднее, чтобы быть поближе к Джеймсу, она нанимается главным юрисконсультом в CatCo. Также становится известно, что она окончила Военную академию США и юридический факультет Гарвардского университета[47]. После очередного разрыва с Джеймсом она возвращается в вооружённые силы и некоторое время работает с полковником Джеймсом Харпером, расследующим дело Дж’онна Дж’онзза. Однако, когда Кара раскрывает ей, что она Супергёрл, она помогает Дж’онну и Алекс, а позднее назначена исполняющим обязанности руководителя ДВО[48]. В серии «Ангелы получше» официально возглавляет организацию вместе с амнистированным Дж’онном.
- Максвелл Лорд (Питер Фачинелли)[49] — технический гений и магнат, одержимый Супергёрл[41]. Из-за того, что он слишком увлечён идеей узнать тайну личности супергероини и готов пойти на что угодно ради этого, даже использовать Алекс, он в конце концов становится её врагом. После того, как он создал Биззаро и заставил её драться с Супергёрл, ДВО арестовало его, но после его пришлось отпустить. Тем не менее, так как у организации слишком много доказательств его незаконной деятельности, он пообещал никому не рассказывать, то что ему известно о ДВО и Супергёрл.
- Миранда Крейн (Тони Сайпресс) — сенатор, использующий ксенофобию, чтобы получить голоса на выборах. Во время её кампании в Нейшнл-сити, на неё нападает и похищает белый марсианин. Так как нападающий принимает её облик. долгое время никто не догадывается, что она похищена. После того, как её спасает Супергёрл, она меняет своё мнение об инопланетянах и просит людей о том же[50].
- Нон[англ.] (Крис Вэнс) — бывший учёный и союзник дома Элов, а ныне жестокий криптонский офицер. Могущественный и злой, он представляет полную противоположность Супергёрл[29][42][51]. Он женат на Астре — а следовательно приходится дядей Кары — и является её заместителем. После смерти Астры хочет за неё отомстить. Несмотря на это, он не был верен её: ещё до того, как его отправили в Фантомную зону, он имел интимную близость с Индиго. Погиб в схватке с Карой. Главный антагонист первого сезона.
- Генерал Сэм Лейн[англ.] (Гленн Моршауэр) — довольно влиятельный генерал, чересчур заботливый отец Люси и Лоис Лейн. Его приезд в Нейшнл-сити доставил Супергёрл некоторые проблемы, главным образом связанные с тем, что генерал включил её в список угроз безопасности Земли[52].
- Хэнк Хеншоу / Киборг-Супермен (Дэвид Хэрвуд) — бывший агент ЦРУ и бывший глава ДВО. Отличался агрессивной ксенофобией, считал, что всех инопланетян нужно убивать. Отправился в Южную Америку вместе с Джеремайей Денверсом, чтобы найти Дж’онна Дж’онзза и убить его. Увидев, как Джеремайя пожимает руку Дж’онну напал на напарника и в пылу драки оба убили друг другу. После этого его тело попало в Проект Кадмус и из него сделали Киборга-Супермена[53]. Проник в Крепость одиночества Супермена, чтобы украсть формулу токсина, убивающего только пришельцев, и разместил опытный образец в баре для инопланетных существ, после чего там все погибли.
- Шиван Смайт / Серебряная банши[англ.] (Италия Риччи)[54] — новая помощница Кэт Грант, у которой завязался конфликт сначала с Карой, а потом с Супергёрл. Она быстро завоёвывает благорасположение Кэт, а также Уинна. Тем не менее, когда она пытается продать видео, на котором Супергёрл находится под действием красного криптонита, Daily Planet, Кэт увольняет её за нелояльность. В попытке отомстить Каре, которая, по её мнению, виновата в этом, она обнаруживает, что имеет способность к сверхзвуковому крику[48]. Узнав, что все женщины её семьи становятся одержимы духом банши, если их разозлить, она решает вновь мстить Каре и Кэт, для чего объединяет силы с ЛайвВайр и становится Серебряной банши. Показано, что её сила и выносливость практически на одном уровне с таковыми у Супергёрл и подразумевается, что у неё могут быть и другие способности. Шиван решает не убивать Кару, так как в таком случае она лишится способностей, хотя она и не знала, что Супергёрл и есть Кара. Побеждена Супергёрл и прибывшим в эту вселенную Флэшем Барри Алленом, после чего заключена в тюрьму, специально переоборудованную Барри Алленом под содержание мета-людей этого мира.
- Элиза Денверс (Хелен Слейтер)[37] — учёный, мать Алекс и приёмная мать Кары. Излишне опекает своих дочерей. Именно она рассказала им о возможной причастности Хеншоу к смерти их отца. Слейтер ранее снялась в главной роли в фильме 1984 года «Супердевушка»[36][38], а также исполнила роль Лары-Эл (биологической матери Кларка Кента) в телесериале «Тайны Смолвиля».

### Второй сезон
- Лар Ганд (Кевин Сорбо) — король Даксама и отец Мон-Эла . Убит собственной женой за то, что позволил сыну остаться на Земле. В качестве имени персонаж использует один из псевдонимов, под которыми в комиксах известен его сын.
- Лилиан Лютор (Бренда Стронг) — мать Лены Лютор и глава Проекта Кадмус[55][56]. Она и её команда ответственны за превращение Джона Корбена и доктора Джилкриста в прототипы Металло. После того, как прототипы имели несколько столкновений с Супергёрл и Суперменом, становится ясным, что истинная цель Проекта Кадмус — борьба с инопланетянами, живущими на Земле. В конце второго сезона Лилиан даёт ДВО бомбу, изначально разработанную для борьбы с криптонцами (она распыляла в атмосфере вредную для них зелёную криптонитовую пыль). но впоследствии переделанную для распыления свинца. Возвращается в третьем сезоне, чтобы убить Моргана Эджа, совершившего покушение на Лену. Попадает в тюрьму.
- М'ганн М'орзз / Мисс Марсианка[англ.] (Шарон Лил) — белая марсианка, выдающая себя за зелёную. Часто посещает подпольные питейные заведения для инопланетян[23]. Стала, хоть и неохотно, донором крови для Марсианского охотника, в результате тот начал мутировать в гибрид зелёного и белого марсиан. Позже вернулась на Марс, чтобы найти других белых марсиан, которые являются сторонниками мира с зелёными. В финале сезона услышала мысленный призыв Дж’онна и пришла на помощь в битве с даксамитами. В конце концов поцеловала Дж’онна.
- Оливия Марсден (Линда Картер) — президент Соединённых штатов[57][58] (Картер была звездой телесериала 1978 года «Чудо-женщина»). Является инопланетянкой. Утвердила законопроект, согласно которому все инопланетяне, живущие инкогнито на Земле. получают полную амнистию. До этого пережила два покушения на убийство.
- Рея (Тери Хэтчер) — королева Даксама и мать Мон-Эла. Не смогла смириться с тем, что Мон-Эл избрал отношения с криптонкой и жизнь на Земле, считала, что Кара испортила её сына. В результате возжелала захватить Землю и возродить на ней Даксам, для чего обратилась за помощью к Лене Лютор, использовав её желание помочь людям. Погибла в финале второго сезона от отравления свинцом. Главный антагонист второго сезона. Хэтчер раннее исполнила роль Лоис Лейн в телесериале «Лоис и Кларк: Новые приключения Супермена», а также появилась в роли Эллы Лэйн — матери Лоис в сериале Тайны Смолвиля.
- Снэппер Карр[англ.] (Иэн Гомес) — главный редактор CatCo Magazine. Упрямый журналист/редактор старой закалки[59]. Первоначально относится несколько настороженно к Каре и Джеймсу, но впоследствии находит с ними общий язык.
- Кал-Эл / Кларк Кент / Супермен (Тайлер Хеклин) — кузен Супергёрл, также супергерой. В первом сезоне появлялся лишь на краткое время (сыгранный неизвестным актёром)[60]. В серии «Для девушки, у которой есть всё» в иллюзорном мире Кары можно увидеть маленького Кал-Эла в исполнении Дэниэла ДиМаджио[61][62]. Первое полноценное появление состоялось в первой серии второго сезона. В серии «Последние дети Криптона» возвращается в Метрополис. В финале сезона Рея подчинила Супермена с помощью серебряного криптонита и натравила на Кару, однако Супергёрл в схватке победила его, после чего он пришёл в себя.

### Третий сезон
- Имра Ардин / Сатурнгёрл[англ.] (Эми Джексон) — супергероиня, родившаяся на Титане, одном из спутников Сатурна. Владеет телекинезом. Жена Мон-Эла из XXX века и член Легиона.[63].
- Куерл Докс / Брейниак-5 (Джесси Рат) — колуанец-киборг. Член Легиона из XXX века. Обладает гениальным интеллектом и способностью подключаться к электронным устройствам. Остаётся в XXI веке и становится сотрудником ДЭО, подменяя Уинна, который отправился в XXX век.
- Саманта Ариас / Рейн (Одетт Эннэбл) — генетически-модифицированная криптонианка, призванная стать одной из Убийц Миров. Страдает от раздвоения личности. Обладает всеми силами Супергёрл, однако криптонит плохо на неё воздействует. Главный антагонист третьего сезона.
- Джулия Фримен / Чистота (Крис Маршалл) — генетически-модифицированная криптонианка, призванная стать одной из Убийц Миров. Страдает от раздвоения личности. Способна заглядывать внутрь людей, а также испускать разрушительные звуковые волны.

### Четвёртый сезон
- Мерси Грейвз (Рона Митра) — бывшая помощница Лекса Лютора, ныне одна из предводителей движения против пришельцев.
- Бен Локвуд / Агент Свобода (Сэм Уитвер) — бывший профессор истории, возненавидевший инопланетян. Является напарником Мерси Грейвз.
- Отис Грейвз (Роберт Бейкер) — брат Мерси. Всячески помогает сестре в её злодеяниях.
- Президент Бейкер (Брюс Бокслейтнер) — бывший вице-президент, а ныне президент США, после того, как президент Марсден ушла в отставку. Бокслейтнер заменяет на этой роли актёра Брента Спайнера.
- Лекс Лютор (Джон Крайер) — единокровный брат Лены. Гений и злейший враг Супермена. Главный антагонист четвёртого и пятого сезонов.
- Манчестер Блэк (Дэвид Аджала) — британец, бывший футбольный хулиган ставший безжалостным мстителем чтобы отомстить за смерть своей возлюбленной Фионы от рук Бена Локвуда.
- Ния Нал (Николь Мэйнс) - новая сотрудница "CatCo". Является пришельцем со способностью видеть будущее в своих снах. Впоследствии становится супергероиней по прозвищу Сновидица.
- Лорен Хейли (Эйприл Паркер Джонс) - полковник армии США. Временная глава ДВО.
- Келли Олсен (Ази Тесфаи) - сестра Джеймса Олсена, впоследствии возлюбленная Алекс.

### Пятый сезон
- Андреа Рохас (Джули Гонсало) - новый редактор CatCo, известная бизнесвумен. В силу обстоятельств вынуждена работать на организацию "Левиафан".
- Уильям Дей (Стаз Нэйр) - новый репортер в CatCo, перешел туда из престижного британского журнала.
- Ма'алефа'ак (Фил ЛаМарр) - брат Дж'онна Дж'онзза. Предал зелёных марсиан, после чего Дж'онн стёр его из коллективного сознания марсиан будто его и не существовало. Появляется в финале четвёртого сезона чтобы отомстить брату.
- Рама Хан (Митч Пиледжи) - древний инопланетянин тайно живущий на земле миллионы лет. Один из антагонистов пятого сезона. Член организации "Левиафан".
- Гамемна (Кара Буоно) - древний инопланетянин. Одна из антагонистов пятого сезона. Член организации "Левиафан".

## Приглашённые актёры

### Первый сезон
- Бен Крулл / Реактрон[англ.] (Крис Браунинг) — бывший ядерный физик и один из врагов Супермена. Хочет отомстить Человеку из стали за то, что тот не спас его жену. Узнав, что Супергёрл и Супермен родственники, он решил убить супергероиню[64].
- Бизарро (Хоуп Лорен) — искусственно созданная копия Супергёрл[65][66]. Максвелл Лорд использовал ДНК супергероини, чтобы превратить неизвестную девушку в криптонку. Тем не менее, некоторые криптонские способности оказались абсолютно противоположными — в частности Бизарро дышит огнём и замораживает взглядом. Также обычный криптонит делает её более сильной (хотя и уродует), поэтому для победы над ней был создан синий криптонит.
- Вартокс[англ.] (Оуайн Йомен) — инопланетный преступник, бывший заключённый Форта Росс. Вступил в схватку с Супергёрл, после того, как он раскрыла свои возможности. Первоначально ему удалось одолеть её, но впоследствии она его победила, уничтожив его оружие (раскалённый докрасна топор). Не желая вновь попасть в тюрьму, покончил с собой[67].
- Джеймс Харпер[англ.] (Эдди Макклинток) — полковник морской пехоты США, возглавляющий расследование по поиску пропавшего Хэнка Хеншоу.
- Детектив Драппер / Главный надзиратель[англ.] (Джефф Бренсон) — охранник Форта Росс в третьем поколении, который на Земле стал мстителем в маске, убивающем преступников даже за самые незначительные преступления. С его точки зрения, он судья, суд присяжных и палач в одном лице, поэтому должен казнить людей независимо от степени вины. Чтобы разыскивать свои жертвы устроился детективом в Полицейское управление Нейшнл-сити[40].
- Джемм[англ.] (Чарльз Халфорд) — краснокожий инопланетянин с камнем во лбу, которого ДВО держали в заключении в серии «Человек на день». Может манипулировать мыслями и чувствами, а также выпускать некое излучение из своего налобного камня. Является завоевателем 12 планет, за что и был осуждён Алурой.
- Зор-Эл[англ.] (Роберт Гант, Джейсон Бер) — биологический отец Кары[13]. Пожертвовал собой чтобы спасти Арго-Сити от вымирания, где из-за отсутствия атмосферы, незнакомого окружения, слабого света солнца и отсоединения от планеты в результате взрыва Криптона жители долго бы не прожили. В шестом сезоне выяснилось что он жив, и все это время был заперт в фантомной зоне.
- Камерон Чейз (Эмма Коулфилд)[68] — строгий и беспощадный агент ФБР. Камерон Чейз — главная героиня серии комиксов Chase[англ.].
- Картер Грант (Леви Миллер) — сын Кэт Грант. очень застенчивый и чувствительный мальчик, влюблённый в Супергёрл. В серии «Как она это делает?» Кара вызвалась посидеть с ним, пока Кэт находится на вручении премии.
- Командир (Фаран Таир) — инопланетный военный эксперт, возглавляющий силы против Супергёрл[69].
- Кэтрин Грант (Джоан Джульет Бак) — мать Кэт Грант. Дочь презирает её за то, что она не признаёт её успехи. Даже Кара не может терпеть Кэтрин долгое время.
- Максима[англ.] (Ив Торрес)[70] — инопланетная преступница, которую отпускает Люси Лейн под действием Мириады. Была вновь поймана Супергёрл.
- Доктор Т. О. Морроу[англ.] (Иддо Голдберг) — гениальный учёный, создатель андроида, которого он назвал Красным Торнадо. Перепрограммировал своё творение, чтобы оно убивало криптонцев. Был побеждён Алекс[29][30].
- Уинн Шот-старший / Игрушечник[англ.] (Генри Черни) — отец Уинна и безумный криминальный гений, начиняющий игрушки взрывчаткой или другим оружием. Когда-то начальник украл у него идеи хороших игрушек, в результате чего Шот-старший остался без гроша в кармане. После этого он создал свою первую бомбу-игрушку и отослал её начальнику, но вместо адресата посылку открыла секретарша[14][71][72]. Сбежал из тюрьмы, так как надеялся, что сможет уговорить сына присоединиться к нему.
- Хеллграммит[англ.] (Джастис Лик) — инопланетное разумное насекомое, питающееся хлорсодержащими веществами. Имеет способность маскироваться под представителя любой другой инопланетной жизни, в том числе и человека. Хеллграммит — название его расы, имя не называется (возможно его просто нет)[73].

Также в сезоне имеются камео в роли самих себя некоторых звёзд: Сары Гилберт, Джули Чен, Шэрон Осборн, Айши Тайлер и Шерил Андервуд.

### Второй сезон
- Виктория Синклер / Рулетка[англ.] (Дичен Лакмэн) — организатор боёв без правил, в которых участвовали только инопланетяне[75].
- Джек Сфир (Рахул Коли)[76] — бывший возлюбленный Лены Лютор, генеральный директор корпорации Spheerical. Испытывал на себе экспериментальную разработку под названием Биомакс, в результате чего превратился в рой наноботов, способный принимать его облик.
- Джон Корбен / Металло I (Фредерик Шмидт) — наёмный убийца международного класса. После того, как пытался убить Лену Лютор и был застрелен ею, Проект Кадмус воскресил его в виде киборга[77].
- Доктор Джилкрист / Металло II (Рич Тинг) — учёный Проекта Кадмус, который был превращён в киборга вместе с Джоном Корбеном[78].
- Генерал Зод (Марк Гиббон)[79] — злейший враг Супермена, убитый им. Когда супергерой находился под действием серебряного криптонита, он видел его вместо Кары. Согласно Мон-Элу, будет воскрешён, а затем вновь побеждён в XXX веке.
- Иззи Уильямс (Харли Квин Смит)[80] — девушка, которую Рулетка телепортировала на планету Меладония для участия в боях.
- Лайонел Лютор[англ.] (Иэн Бучер)[81] — муж Лилиан Лютор и отец Лекса и Лены.
- Лекс Лютор (Эйден Финк)[82] — единокровный брат Лены Лютор, появляется ещё ребёнком в детских воспоминаниях Лены.
- Маркус (Лонни Чевис)[83] — мальчик-инопланетянин, подружившийся с Джеймсом Олсеном
- Ожог[англ.] (Надин Крокер) — инопланетянка со способностью к пирокинезу, которая хотела убить президента Оливию Марсден[84].
- Мистер Мксизптлк (Питер Гадиот, Томас Леннон)[85] — имп, пришелец из пятого измерения. Пришёл в мир Супергёрл, так как стал одержим идеей жениться на Каре. Если произнесёт своё имя наоборот, то отправиться назад в своё измерение. В пятом сезоне появляется в другом обличье.
- Руди Джонс / Паразит (Уильям Мэйпотер)[86] — учёный, специалист по изменениям климата. Оказался заражён инопланетным паразитом, который дал ему способности поглощать либо жизни обычных людей, либо способности мета-людей. Начал убивать политиков, которые препятствовали его работе. Поглотил способности Кары и Дж’она, в результате превратившись в фиолетовое человекоподобное существо. В конце концов погиб, когда Кара вынудила его поглотить радиацию плутония.
- Филипп Карновский / Барьер (Виктор Зинк) — мститель, подставивший своими действиями Стража. Нейтрализован им же.

### Третий сезон
- М’иррн Дж’оннз (Карл Ламбли)[20] — отец Марсианского охотника, лидер марсианской религиозной группы, проповедующей идеи пацифизма. Ламбли известен тем, что озвучивал Марсианского охотника в различных анимационных и игровых проектах.
- Морган Эдж[англ.] (Эдриан Пасдар)[20] — застройщик, у которого возникнут разногласия с Карой и Леной.
- Оскар Родас (Карлос Бернард)[87] — отец Мэги Сойер, полицейский.
- Гейл Марш / Псай[англ.] (Яэль Гробглас)[20] — женщина-псионик, любящая играть с разумом людей.
- Руби Ариас (Эмма Трембли)[20] — гениальный ребёнок, очарована Супергёрл. Дочь Саманты. Позже становится известно, что Руби — полукриптонианка.
- Томас Ковилл (Чад Лоу)[88] — лидер религиозной группы, поклоняющейся Супергёрл. Позже становится союзником Рейн.